# ويليام ستيفنسون (سياسي)
ويليام ستيفنسون (بالإنجليزية: William Stevenson)‏ هو سياسي نيوزلندي، ولد في 1864، وتوفي في 5 أكتوبر 1935.